# 東京メトロポリタンテレビジョン
東京メトロポリタンテレビジョン株式会社（とうきょうメトロポリタンテレビジョン、英: TOKYO METROPOLITAN TELEVISION BROADCASTING CORPORATION）は、東京都を放送対象地域とした都域放送のテレビジョン放送事業を行う特定地上基幹放送事業者。株式会社エフエム東京の持分法適用会社で、東京都のローカル局として地域密着型の番組を放送している。
愛称はTOKYO MX（略称：MX）。呼出符号は「JOMX-DTV」。キャッチコピーは「どこまでも！マニアッ9（ク）」。

## 概説
東京都を放送対象地域とする都域のローカル放送局である。
1993年4月30日に関東のテレビ局では10番目、東京都に本社を置くテレビ局としてはテレビ東京に次いで6番目、都域テレビ局としては初の地上波民間放送テレビ局として設立。1995年11月1日、地上アナログテレビジョン放送を開始。2003年12月1日、地上デジタルテレビジョン放送を開始。2006年前後からは、日本国内で絶大なシェアを持つキー局の番組編成を考慮して、日本のアニメを多数放送することで、「アニメといえばTOKYO MX」というイメージを作り、視聴習慣の定着を狙う戦略を採用している。
なお、全国独立放送協議会に加盟している独立放送局で、群馬テレビ・とちぎテレビへ『5時に夢中!』が同時ネットされるなど、一部番組のネットワーク ・番組販売による他局との取引関係はあるが、東名阪ネット6・5いっしょ3ちゃんねるなどには参加していない。
開局当初は東京都域テレビ局としてのカラーを出すために、他の在京キー局に見られる特定新聞社の影響力を抑えていた。ただし、現在でも他局ほど親密ではないが、東京新聞を発行する中日新聞社が株主に名を連ねており、スポットCMも流れている。
2011年の地上デジタル放送への完全移行を契機に、大幅な改革に乗り出している。東京都ローカルながらも放送エリア内に限ってはキー局と横並びに近づき、経営・編成・番組制作における質の向上や拡大が必然となったためである。以降は、既存の番組のリニューアルや出演者の刷新、報道における東京都の情報強化などを推し進めている。
次いで2012年の東京スカイツリーへの移転に伴い、正式な免許上は県域放送にあたる都域放送局でありながらも、スピルオーバーによりエリア外である神奈川県、埼玉県、千葉県、茨城県の中で東京スカイツリーから半径50km前後の地域においても越境受信が可能となり、さらにキー局との横並びになる性質を強めている。この地域以外にも、ケーブルテレビで視聴可能な地域を持つ。
地上デジタル放送のチャンネルは9チャンネルであるが、このチャンネルを使用しているのは日本国内の地上波では本局以外には奈良テレビ放送のみである。また同局とはワンセグ2の放送を実施している点も共通点である。
地上アナログ放送においては親局がUHF14チャンネルであったため、これは日本のUHFテレビ局の親局の中では最小のチャンネル数であった。

### 愛称・略称
略称には呼出符号の「JOMX-TV」に由来した「MX」を使用しているが、記者会見やインタビューなどでは「東京MXテレビ」と言っている。
会社設立当初は、社名の「Tokyo Metropolitan Television」の各語の頭文字を採った「TMT」を使っていたが、開局時には「MXTV」または「MXテレビ」、さらに「東京都のテレビ局」であることをアピールする目的で「東京MXテレビ」と言う愛称が付けられた。そして、千代田区麹町の半蔵門メディアセンターに本社を移転した2006年7月27日からは現在の「TOKYO MX」と言う呼称を使用している。これと同時に、マスコットキャラクターの「ゆめらいおん」が誕生した。
また2009年5月からは、地上デジタル放送のリモコンキーIDである「9ch」をアピールする目的で「キュ〜ト!9ch（きゅうちゃん）」というキャッチコピーを使用しており、アナログ放送が終了するころまでステーションブレイクなどのCM内で頻繁に見られた。
2019年4月から5年間「つなげるテレビ。」を使用。2024年4月に開局30周年に向け「どこまでも！マニアッ９。」に変更。

### 本社所在地
- 東京都千代田区麹町一丁目12番地[2]
TOKYO MXでは「半蔵門メディアセンター」と称しているが、実際には写真館を運営する株式会社東條會館の自社ビル「ONE FOUR TWO by Tojo」（旧称・東条インペリアルパレス）の下層階にテナントとして入居している（詳細後述）。
大株主であるエフエム東京の本社に近い。

### 支局
- 多摩ニュースセンター - 東京都立川市錦町1丁目10番25号Y.S錦町ビル7F[2]

## 資本構成

### 2019年3月31日
| 資本金       | 発行済株式総数 | 株主数 |
| ------------ | -------------- | ------ |
| 48億3500万円 | 350,000株      | 96     |

| 株主                    | 株式数   | 比率   |
| ----------------------- | -------- | ------ |
| エフエム東京            | 71,150株 | 20.33% |
| 中日新聞社              | 21,950株 | 06.27% |
| 東京都                  | 12,300株 | 03.51% |
| 鹿島建設                | 12,300株 | 03.51% |
| 凸版印刷                | 12,300株 | 03.51% |
| 東京ドーム              | 12,300株 | 03.51% |
| 東映                    | 12,300株 | 03.51% |
| 日本電気                | 12,300株 | 03.51% |
| NTTコミュニケーションズ | 10,350株 | 02.96% |
| KADOKAWA                | 07,500株 | 02.14% |

### 過去の資本構成
企業・団体は当時の名称。出典：

## 沿革
地上デジタルに関する事項は地上デジタル放送への対応・マルチチャンネル化も参照
- 1985年（昭和60年）12月 - 東京都知事（当時）の鈴木俊一が東京都域への電波割当を要望[18]。
- 1991年（平成3年）
  - 1月30日 - 郵政省が東京都域のUHFテレビ新局として14chを割り当てることを正式決定[19]。
  - 3月 - 東京都および東京商工会議所の連名で免許申請書を提出（申請者は159）[18]。
- 1993年（平成5年）
  - 2月1日 - 標準（アナログ）テレビジョン放送の予備免許を受ける。
  - 4月30日 - 「東京メトロポリタンテレビジョン株式会社」設立。設立当時の略称は「TMT（Tokyo Metropolitan Television）」で、後にMXへ変更。通称は「MXテレビ」。本社は東京都港区虎ノ門一丁目の虎ノ門1丁目森ビル（現・虎ノ門ヒルズビジネスタワー）にあった。発起人会会長の一人だった、東京商工会議所副会頭で第一勧業銀行（現・みずほ銀行）相談役の藤森鐵雄が代表取締役社長に就任（もう一人の発起人代表は、鈴木俊一都知事）
- 1995年（平成7年）
  - 4月 - 東京タワーから試験電波発射[20]。
  - 10月13日 - 標準（アナログ）テレビジョン放送の本免許を受ける【JOMX-TV】。本社を江東区青海2丁目38番地のテレコムセンターへ移転。
  - 10月15日 - サービス放送を開始。東京近郊のCATV局にて同時再放送開始。サービス放送時の番組は『東京NEWS』（予行演習短縮版）、『MXテレビ受信ガイド』『モーツァルトの東京』など。ゼネラルプロデューサーの村木が『東京NEWS』およびMXの開局当時の方針や趣旨の説明を行う15分のVTRも放送されていた。
  - 11月1日18:00 - 標準（アナログ）テレビジョン放送の本放送を開始（開局）（ただしこの日は4:00から18:00までサービス放送の枠内で『カウントダウンMXテレビ』を放送しており、全国紙もこちらから掲載した紙もある。なおこの枠内でゆりかもめの発車式も中継された）。第1号番組は新宿など五元生中継も交えた『東京NEWS』であった[20]。
  - 11月5日13:00から試合終了まで - 開局記念特別番組として「'95プロ野球日韓親善スーパーゲーム」第3戦（阪神甲子園球場、サンテレビ制作、KBS京都を加えた3局ネット）を生中継。
- 1996年（平成8年）
  - 6月 ゼネラルプロデューサーだった村木良彦が契約途中で解除、退任する。
  - 8月 - 絹村和夫代表取締役副社長退任（事実上の解任）。
  - 9月 - MXテレビ番組審議会委員長・副委員長の他、大半の委員より「開局の理念が守られていない」と藤森社長に抗議・委員を辞任する[21]。
  - 11月29日 - 標準テレビジョン文字多重放送の免許を受ける。
  - 12月8日 - 標準テレビジョン文字多重放送を開始【JOMX-TCM】[22]。
- 1997年（平成9年）6月 - エフエム東京社長の後藤亘が取締役社長に就任。同時に代表権のある副社長に小田急電鉄出身の清水務が就任[23]。
- 1998年（平成10年）4月 - CS放送「ディレクTV」にて「東京情報チャンネル」として全国放送を開始（2000年〈平成12年〉9月、ディレクTVのサービス終了に伴い放送終了）[24]。
- 2000年（平成12年）12月1日 - 局呼称をMXテレビから「東京MXテレビ」に変更[25]。
- 2003年（平成15年）
  - 3月31日 - 標準（アナログ）テレビジョン文字多重放送の免許を一旦取り下げる【JOMX-TCM】。
  - 4月 - 首都圏ネット4参加（2006年〈平成18年〉3月に離脱）[26]。
  - 4月18日 - 地上デジタルテレビジョン放送の予備免許を受ける[26]。
  - 11月25日 - 地上デジタルテレビジョン放送の本免許を受ける。
  - 12月1日 - 地上デジタルテレビジョン放送を開始【JOMX-DTV】[26]。
- 2004年（平成16年）5月 - アメリカ・NY1と姉妹局提携[27]。
- 2005年（平成17年）10月 - 総務・営業部門が千代田区麹町に移転[28]。
- 2006年（平成18年）
  - 7月1日 - 本社を東京都千代田区麹町の半蔵門メディアセンターに移転。アナログ・デジタル統合マスター運用開始（NEC製）。同時に地上デジタルテレビジョン放送でのハイビジョン放送・ワンセグ放送を開始。
  - 7月27日 - 局呼称を東京MXテレビから「TOKYO MX」に変更。同時にロゴキャラクターとして村上隆デザインの「ゆめらいおん」を導入。
- 2007年（平成19年）
  - 3月 - オーストリア放送協会と業務提携の覚書を締結[29]。
  - 5月 - イギリス・ITNと業務提携[30]。
- 2008年（平成20年）6月 - 中国・青島電視台と業務提携[31]。
- 2011年（平成23年）7月24日 - 正午をもってアナログ放送での通常番組の放送を終了。11:40からの『TOKYO MX NEWS』ではアナログ放送終了のお知らせと、デジタル放送での番組などを紹介した。また、23:58.30からは通常のクロージング（CL）を放送し、23:59にはアナログ放送が完全に停波。この後からはデジタル放送に完全移行した。
- 2012年（平成24年）
  - 8月27日 - 東京スカイツリーからの試験電波を地上デジタルテレビジョン放送と同じレベルのフルパワー（3kW）で発射開始。9月27日までは映像・音声信号のない状態で電波を発射していたが、9月28日以降は東京タワーと同じ内容の電波（いわゆるサービス放送）を発射[32]。
  - 8月 - 第三者割当増資を実施、資本金が48億3562万9209円に[33]。
  - 10月1日5:00 - 東京スカイツリーからの送信を開始。物理チャンネル切り替え措置のため半年間東京タワーとのサイマル放送期間に入る[34]。
  - 11月12日5:00 - 東京タワーからの送信出力の減力を開始[35]（段階的に減力。2回目は2013年1月14日5:00、3回目は2月4日5:30、4回目は2月25日5:30、5回目は3月18日5:00[36] に実施）。
- 2013年（平成25年）5月12日 - この日の正午に東京タワーからの送信を試験停止し、東京スカイツリーからの送信に全面移行[37]。翌13日18:00に東京タワーからの送信を終了[38]。
- 2015年（平成27年）
  - 5月 - 中国国際放送局と業務提携[39]。
  - 7月1日 - リクルートホールディングスと提携し、TOKYO MXの放送を同時ネット配信する無料アプリ「エムキャス」の実証実験を開始[40]。
  - 9月1日 - 開局20周年コンセプトとして「9レイジーだぜ。」を発表、同月9日よりキャンペーンサイトの運用開始など20周年キャンペーンを開始[41]。
  - 9月 - 中国・大連電視台と業務提携[39]。
  - 11月1日 - 開局20周年、3時間生放送特別番組を放送[39]。
  - 12月 - 上記の開局20周年を記念して、東京メトロポリタンテレビジョンとしては初の社史となる(『TOKYO MX 開局20年史』)を発行（全37ページ）。
- 2019年（令和元年）
  - 5月1日 - 同社主催のライブイベント「MXまつり」第1弾として、祭nine.の単独ライブ『祭元年〜新しい挑戦〜』を日本武道館で開催（以降、散発的に開催され、2022年〈令和4年〉3月現在15公演開催）。
  - 11月13日 - 同年11月5日に開局した医師向けのインターネットテレビ「MedPeer Channel」を運営するメドピアと業務提携契約を締結[42]。
- 2023年（令和5年）10月 - 既存スタジオ改修工事開始に伴い、地下に第2スタジオ運用開始[43][44][45]。
- 2024年（令和6年）
  - 6月19日 - 代表取締役会長に伊達寛、取締役副会長に唐島夏生、代表取締役社長に佐藤真紀が就任[46]。長年にわたり同社を牽引してきた代表取締役会長の後藤亘が任期満了をもって退任し、名誉相談役に就任。
  - 6月30日 - 「エムキャス」のサービスを終了[47]。
  - 11月1日 - 楽天グループの動画配信サービスであるRチャンネルに「TOKYO MXチャンネル」を開設。自社制作番組の供給を開始[48]。

### 開局から経営権移行の経緯
長年、東京都域にはいわゆる「ローカルテレビ局」（都域テレビ局）が存在しなかった。1991年1月に東京都域のUHFテレビ放送用として新チャンネルが割り当てられた事を受け、当時の東京都知事であった鈴木俊一の意向により、「東京都民のために東京都の情報を伝えるテレビ局が必要だ」として、本放送局を設立。東京商工会議所が出資社の取りまとめや調整を行った上で開局に至った。開局前にはジャパンキャピタルテレビとの競願となったが、最終的には東京メトロポリタンテレビジョンに免許が与えられた。
1995年の開局当初は多くの番組でのワイドクリアビジョン放送・自らカメラを持ち取材を行う「映像記者」制の導入・延べ12時間以上にわたる地域ニュース番組枠『東京NEWS』を中心に置いたニュース番組主体の編成を行い、他局との差別化を図った。その一方でバラエティ番組は、1995年度中は一切放送されなかった。これは、「テレビは儲かる」という神話を信じて多くの企業が出資したものの、テレビに詳しい人物がいなかったため、元テレビマンユニオンの村木良彦をゼネラルプロデューサーという形（役員ではない）で招聘し、村木の構想に基づいて編成されたものである。
しかし、バブル崩壊よる平成不況（通称・失われた10年）の最中での開局だったことに加え、地上アナログ放送時代は放送大学を除いて長年UHF波送信のテレビ局が存在しなかった東京23区部と多摩東部では、慣例的に東京タワーに向けたUHFアンテナを立てていないために実質的な受信可能世帯が少なく、経営面で苦戦が続いた。また当初は、一部上層部による「会社と経営の私物化」や、営業局部長級社員が開局番組を販売する努力すらせず、会社を私物化していたとの情報もあり、それに起因すると思われる経営悪化に伴う安易な辞任などがあった。後述の（一律UHF波送信である）地上デジタル放送の開始とその普及、さらに東京スカイツリーへの移転により、都内の多くの地域ではようやくNHKやキー局とほぼ同じ土俵に立てた事になる。
1997年6月、エフエム東京（以後、「TFM」と表記）の代表取締役社長であった後藤亘（現・TFM名誉相談役）が取締役社長（2007年より取締役会長）に就任。就任当初は東京NEWSの12時間化に理解していたが、ここから経営体制や番組編成を大幅に見直し、番組編成において一般番組の他に通販番組や各種娯楽番組の充実に努めた結果、2002年度以降8期連続で黒字を達成。2009年度決算で累積損失を解消した（2004年度で一度累積赤字を一掃したが、翌2005年度に減損会計の導入や社屋移転による原状回復等で巨額の特別損失が発生、再び累積赤字を抱えることになった）。なお後藤は、マスメディア集中排除原則により2局で同時に代表権を持てなかったため、MXでは代表権を有していなかった（TFMの代表権を返上した2010年6月より代表取締役）。代表権を外すことで2局の社長になるという入れ知恵を行ったのは、当時の郵政省である。

### 開局日の番組編成
出典
- 04:00 - 天気情報
- 06:00 - 新交通ゆりかもめ開通の瞬間
- 07:00 - 天気情報
- 08:00 - テレコムセンターの準備風景
- 09:00 - 天気情報
- 10:00 - UHF・受信のためのQ&A
- 11:00 - 天気情報
- 12:00 - 制作舞台裏
- 13:00 - 番組紹介
- 14:30 - 映像記者24人全員紹介
- 14:45 - 開局特別記念番組紹介
- 15:40 - 天気システム紹介
- 16:00 - リポート
- 17:55 - 社長挨拶
  - ここまではサービス放送、以降から本放送。
- 18:00 - 東京NEWS「オープニングリレー中継ほか」[注釈 6]
- 21:00 - 夢のシネマ 東京の夢・明治の東京
- 22:00 - 東京NEWS「東京写真の20世紀」
- 24:00 - 天気情報
- 24:15 - Login TOKYO（ログイン東京）
- 26:00 - 東京NEWS
- 27:00 - Login TOKYO（ログイン東京・これが当日の最終番組。当時は4:00基点）

## 業績推移
| 年度     | 売上高        | 営業利益     | 経常利益     | 純利益       | 備考                                   |
| -------- | ------------- | ------------ | ------------ | ------------ | -------------------------------------- |
| 2004年度 | 69億2400万円  | ―            | 8400万円     | 6300万円     |                                        |
| 2005年度 | 67億7300万円  | ―            | 4700万円     | ▲5億6100万円 |                                        |
| 2006年度 | 72億2900万円  | ―            | 2億500万円   | ▲3億1600万円 |                                        |
| 2007年度 | 75億4300万円  | 4億4000万円  | 4億200万円   | 4億300万円   |                                        |
| 2008年度 | 79億4300万円  | 3億3800万円  | 3億600万円   | 2億8400万円  |                                        |
| 2009年度 | 75億200万円   | 2億6100万円  | 2億2500万円  | 1億5700万円  |                                        |
| 2010年度 | 75億300万円   | 3億4300万円  | 3億2800万円  | 2億1500万円  |                                        |
| 2011年度 | 93億6800万円  | 7億6000万円  | 7億3800万円  | 4億1700万円  |                                        |
| 2012年度 | 121億600万円  | 11億3600万円 | 11億2800万円 | 3億100万円   |                                        |
| 2013年度 | 126億9500万円 | 18億700万円  | 17億4900万円 | 10億5400万円 |                                        |
| 2014年度 | 157億5500万円 | 13億3000万円 | 13億300万円  | 8億1900万円  |                                        |
| 2015年度 | 164億7000万円 | 15億8100万円 | 13億7700万円 | 8億9900万円  |                                        |
| 2016年度 | 181億7600万円 | 16億2900万円 | 15億300万円  | 10億9500万円 |                                        |
| 2017年度 | 181億5600万円 | 15億5400万円 | 13億9200万円 | 9億6900万円  |                                        |
| 2018年度 | 176億8000万円 | 15億9600万円 | 14億9900万円 | 10億3600万円 |                                        |
| 2019年度 | 156億1000万円 | 7億6100万円  | 5億8700万円  | 3億6800万円  |                                        |
| 2020年度 | 113億8900万円 | 5億6900万円  | 4億900万円   | 1億8400万円  | 2020年度以降は会計基準を変更して記載。 |
| 2021年度 | 119億2300万円 | 10億0000万円 | 8億4300万円  | 5億8000万円  |                                        |
| 2022年度 | 119億2600万円 | 11億6800万円 | 11億100万円  | 7億4600万円  |                                        |
| 2023年度 | 122億1400万円 | 10億2200万円 | 10億2500万円 | 6億6100万円  |                                        |
| 2024年度 | 125億6100万円 | 10億7700万円 | 11億6700万円 | 9億2100万円  |                                        |

## 番組編成
アニメを除く一般番組については「TOKYO MX番組放送一覧」を参照のこと。
原則として5:00を基点とする24時間放送であるが、月曜 2:35 - 5:00（日曜深夜）は放送機器メンテナンスを行うため休止としている。また、不定期で平日にも休止する場合がある。
緊急放送対応および稀にACジャパンの公共広告のCMがスポンサー枠のCMと一緒に放映される事もある。

### ニュース・情報番組
開局時は目玉としてニュース番組の集中編成を行った。『東京NEWS』はニューヨークの24時間ローカルニュースチャンネルNY1と似ており、1人で取材を行う、長時間編成するなどの特徴を持つ。しかしその後、経営改善のために『東京NEWS』を段階的に縮小させ、最終的に『TOKYO MX NEWS』ブランドへ移行したが2020年からは『news TOKYO FLAG』への改編が進んだ。
東京NEWS終了後は字幕ニュースと映像作品を放送する『ヒーリングタイム&ヘッドラインニュース』、『おしゃべりなフレンズ』、『5時に夢中!』・『バラいろダンディ』・『モーニングCROSS』などの生放送（情報・バラエティ番組）、ブルームバーグ（2009年からSTOCKVOICE）の金融ニュースの同時放送を行っている。報道を重視した放送体制を採っていたためか、時には既存の報道組織に束縛されにくい身軽な立場を生かした報道体制を取ることがある。
首都圏トライアングル各局では、市町村の首長選挙が統一地方選挙以外で行われた場合、即日開票の結果を特別番組等を設置し結果を報道するが、TOKYO MXでは市区町村の首長選挙の即日開票結果を統一地方選挙以外では当日の詳細報道は行わず（L字画面で結果を報道）、翌日の『TOKYO MX NEWS』まで詳細な報道は行わない。一方で都知事選、都議選については開票特番を編成しており、特に2013年東京都議会議員選挙と2014年東京都知事選挙では池上彰をメインキャスターに据えるなど力を入れている。また、2013年都議選や第23回参議院議員通常選挙の開票特番ではTwitter上での視聴者の反応を選挙とは無関係な物も含めてそのまま流したことが話題となった。2010年代後半になると、MX1でレギュラー放送しているアニメ・声優出演の番組が増加していることもあり、これらの番組との兼ね合いから、やむを得ず、開票特番を1時間だけ、あるいはMX2への迂回放送を余儀なくされている。
2004年9月9日の衆議院総務委員会において、当時発生していた一連のNHKの不祥事問題に関して、当時のNHK会長・海老沢勝二の参考人招致が行われた際、国会中継で生放送を行わなかった日本放送協会に代わって、急遽東京MXテレビが通常の編成を取り止め、異例ともいえる同委員会の生中継を実施した。地上波で中継を実施したのは東京MXテレビと、東京MXテレビが編成の変更を決定した直後、この内容をネットすることを決定したテレビ神奈川（tvk）のみであった。
また、緊急時の放送および稀にACジャパンのCMが放映されることもある｡

### スポーツ中継

#### サッカー
開局翌年から放送対象地域外である千葉県の柏レイソルの公式戦を放送していた が、1999年より地元サッカークラブ・FC東京のJリーグ公式戦を放送している 他、2022年までは応援番組を放送していた。ただし、2018年以降は中継が大幅に減少している 。
なお、それ以外の東京都に本拠地を置くクラブの東京ヴェルディ とFC町田ゼルビアの主催試合の中継は現在実施しておらず、試合結果等を『TOKYO MX NEWS』で取り上げる程度であり、応援番組の類も今のところ存在していない。2022年より関東サッカーリーグ1部に昇格した葛飾区を拠点とする南葛SCについては『MX news FLAG』のスポーツコーナーで頻繁に取り上げている。
2002年6月に日韓ワールドカップの2試合を中継した。

#### 競馬
開局当初から大井競馬場のレース実況を『東京シティ競馬中継』で中継している。ただし、競馬が昼間の開催になる冬季は東京都議会中継と重複する場合があり、その際は都議会中継が優先される。
地デジ放送開始後の2009年からマルチチャンネル編成の第2チャンネル（MX2）に移行し、後述する2014年からの常時マルチチャンネル化により、競馬中継は第2チャンネルに固定されたため、都議会中継とのバッティングは解消された。

#### アマチュア野球
他の独立局と同様に、毎年夏の高校野球の地方大会シーズンには、地元である東西の東京大会を中継・放送している。開局当初は1回戦から決勝まで連日にわたって放送していたが、11:00 - 13:00までは『東京NEWS』を放送して、この間は中継を中断していた。その後は中断こそなくなったものの、開会式（およびその後の開幕試合）と主に神宮球場で実施される5回戦以降の試合に絞るなど段階的に縮小された。また以前は東西の準決勝以降を放送していたテレビ朝日は当局の中継開始後の1990年代後半から取り止めている（当初は並行して中継されていた）。2017年 以降は原則、神宮球場で行われる東西準決勝以降のみの中継・放送となった（2020年の独自大会はダイワハウススタジアム八王子、大田スタジアム）。夕方のニュース番組（『TOKYO MX NEWS』→『news TOKYO FLAG』）内で試合結果を伝え、同じ内容を一時期放送された20時56分からの『TOKYO MX NEWS 高校野球ハイライト』でも流していた。当局のHPには、高校野球サイトの「バーチャル高校野球」のバナーを貼っている。また1997年から数年の間は土、日昼に東京六大学野球もリーグ戦期間中はほぼ毎週中継していた。『MX news FLAG』開始後は日曜スポーツコーナーで映像を交えて取り上げることがある。

#### プロ野球
開局年には中日新聞主催の日韓プロ野球スーパーゲーム第3戦（甲子園球場）をサンテレビからのネット受けで中継。1998年にプロ野球公式戦の放送を開始して以来、東京都を保護地域とする東京ヤクルトスワローズの主催試合（主に対中日ドラゴンズ戦）を年間数試合程度自社制作で放送し、対中日戦はぎふチャン・三重テレビへネットしていた。また2000年代初頭に「六甲おろしが、東京に吹く」というキャッチコピーの下で、サンテレビ制作（『サンテレビボックス席』）の阪神タイガース主催試合中継を毎年20 - 30試合ほどネットしていた。
しかし、2007年にソフトバンク本社が放送枠を買い取る形で『STRONG!ホークス野球中継』と題して福岡ソフトバンクホークスの主催試合の中継（映像制作は球団が関与。2020年以降はビジターゲームも主催球団からの映像提供と独自の実況で一部の試合を放送）を開始してからは状況が大きく変化する。ホークス戦の中継試合数は年々増加し、MXにとって貴重かつ絶大な収入源となるまでに至った。この影響で、阪神戦中継は2008年限りでネットが打ち切られ、東京ヤクルト戦中継も2012年を最後に全廃された。現在、タイガースおよびスワローズの公式戦が放送される機会は、ソフトバンク主催の交流戦だけとなっている。
これに加えて、2011年には『「がんばろう東北」東北楽天ゴールデンイーグルス野球中継』として東北楽天ゴールデンイーグルスの主催試合を中継したが（こちらも映像は球団制作）、わずか1年限りで取り止められている。
また、2013年は日本女子プロ野球機構の試合を『夢・応援!女子プロ野球中継』と題し、主に関東を本拠地とする「イースト・アストレイア」に関係する試合を中心に週末に放送していた。
なお、東京ヤクルトと同じく東京都を保護地域とする読売ジャイアンツ（巨人）の主催試合については放映権を与えられていないため1度も中継したことがなく、ビジター試合も2005年以降は2020年まで全く放送していなかった（上記の阪神戦中継には対巨人戦も中継対象に含まれていたが、2004年を最後に放送していないままネットの打ち切りにより巨人戦の放送も消滅した。また、ソフトバンク主催の交流戦中継でも対巨人戦だけは2020年までは一度も放送されたことがなかった。2021年は5月28日〈金曜日〉に初めて実施する）。

#### その他
1996年ごろより、株主の鹿島建設の影響もあってXリーグを中継していた。
2007年7月18日にボクシングWBC世界フライ級タイトルマッチ（ポンサクレック・ウォンジョンカム対内藤大助戦）の生中継を行った。内藤の所属する宮田ジムと交流のあったフジテレビの都合がつかなかったことから、中継先にTOKYO MXが名乗りを上げたもので、TOKYO MXとしては異例といえる格闘技の中継放送実施となった（以前には総合格闘技「D.O.G」を中継したことはあった）。2016年より、総合格闘技「パンクラス」の中継放送を行っている。2017年から2020年6月にかけてキックボクシングイベント「KNOCK OUT」の中継およびレギュラー番組も放送していた。
2008年より、ツアー・オブ・ジャパンにおける東京ステージの生中継を開始した。国内の自転車ロードレース大会の生中継は異例である。
競艇のSG・プレミアムG1競走の地上波向け中継（BOAT RACEプレミア）については、2020年頃から東京（六本木のSIX WAKE HALL）と開催地の二元形式の中継となっていることから、開催地の地元民放での放送がない場合に制作局としてクレジットされており、事実上の中継幹事局となっている。
2023年12月からジャパンラグビーリーグワンの東京SG、BL東京、BR東京とメディアパートナーシップを締結し、試合を中継している。
2023年まではバスケットボールのbjリーグやB.LEAGUEの試合中継は行われておらず、過去に東京アパッチがニュース番組などで特集された程度であった。2024年9月、アルバルク東京との間でメディアパートナーシップを締結し、同チームホームゲームの試合の一部を放送することを発表した。

### アニメ番組
近年では東名阪の独立局を中心に放送されているアニメ番組群（いわゆる独立局アニメ・UHFアニメ）も積極的に放送している。
当初は上記の理由から実質視聴世帯が少なかったこともあり、近隣の独立局に比べて番組数は少なく、本数も時期によりばらつきがあった。しかし地上デジタル放送が普及し出した2006年以降は日本テレビ出身のプロデューサー（当時）が「アニメを放送すれば勝てる」と発案したことが発端となって、次第に増加傾向にあり、東京スカイツリーに送信所を移転した2012年10月以降、関東地方における独立局アニメは本局独占放送の作品が主流となった。特に全日22時から翌日2時にかけて集中しており、時期や曜日によってはそのすべてがアニメ番組や関連番組で埋まっていることもある。ローカル局故にアニメ番組を流すための放映権料も民放キー局と比べて半額以下で済むことから、『大図書館の羊飼い』や『つぐもも』（第1期のみ）、『リンカイ!』など全国の地上波では本局でのみ放送するアニメもあり、かつてUHFアニメの雄として西のサンテレビと並び称されるほどであったテレビ神奈川を完全に追い抜いている。
また、全国ネットの民放では全廃された平日の18時～19時台に番組販売を通じて購入した旧作を日替わりで編成。2000年以降に放送されたUHFアニメやキー局・WOWOW・専門チャンネルが制作に関与した作品の（実質）再放送も行っている。
一般に各局ローカルの編成となる独立局アニメの同時ネットにも力を入れており、2011年4月以降は『E!TV』枠で放送される番組の一部において群馬テレビやとちぎテレビと（一週間遅れあるいは同時でBS11もネット）、2013年4月からは一部番組においてサンテレビやKBS京都との同時放送を実施している。
近年は、東京国際アニメフェアの実行委員会にも参加し、特別番組や国内外の各種コンペティションで受賞に輝いた作品を放送したこともある。
また、アニメ・声優などに関連する情報番組やバラエティ番組も放送している。
このように先進的な取り組みをいくつも行なっている傍ら、2014年4月にアニメ事業部を設置し近年ではかねてからアニメ番組に力を入れている毎日放送（MBS）の丸山博雄プロデューサーからもアドバイスを受けていた。また、アニメ事業部の尾山仁康は「アニメ業界にお世話になったので、その恩返しをしたいなと」「TOKYO MXアニメ祭りを開催したいですね」と語るなどアニメ事業の拡大に意欲を強めている。

#### 製作に関与した番組
かつて独立局がアニメ作品の製作に関与するケースは少なかったが、本局では2013年ごろから増加の傾向を見せている。

### インターネットの活用
開局前の1995年より東京NEWSを日本語・英語で伝えていた。また、映像記者紹介をするなど、インターネットの活用をしていた。「THE WEEKEND」では局ホームページ（mxtv.co.jp）とは別の独自ドメイン（mx-tv.com）を運用していたこともある（このドメインは現在別会社が使用している）。
2001年4月から「TOKYO MX NEWS」をインターネットで同時配信。2006年8月から『Blog TV』の本編をYouTubeなどの動画共有サイトで配信している。このような形で、日本の放送事業者が動画共有サイトを活用して自社の放送コンテンツをほぼリアルタイムに無料配信する試みは初めてであった。
2007年7月には日本の地上系放送事業者として初めて、衛星放送を含めればスカパーJSAT（当時スカイパーフェクト・コミュニケーションズ）に続く2社目としてGoogle及びYouTubeと提携、YouTube内にブランドチャンネルを開設し、『TOKYO MX NEWS』『石原都知事会見』『談志・陳平の言いたい放だい』などの番組をCMをカットした形で配信を開始した。また2008年1月からは『芸能サプリ』（現・『芸能うらら』）の一部も放送日当日のみ配信される形となっている（翌日の配信時に削除）。
2009年からは局および主要各番組が公式Twitterアカウントを開設し情報発信を行っているほか、2010年4月から開始の『ホワイトボードTV』や『IJP イジュウインパーク』ではTwitterやUstreamを使った視聴者参加企画も実施するなど、積極的にインターネットの活用を進めている。
2015年7月から、インターネット経由のサイマル放送を受信するためのスマートフォン専用アプリ「エムキャス」の実証実験を始めた。ただし、配信される番組はアニメ番組や情報番組などのうち一部に留まる（エリア制限により受信できない地域がある）。
2022年2月14日から民放公式配信サービスのTVerに参加。同日から一部の自社製作番組見逃し配信を順次開始した。なお、一部の番組は日本テレビが運営している無料動画配信サービス「日テレ無料TADA!」に供給されており、TVerでは更にその供給を受ける形で配信されている。この経緯から、該当の番組についてはTVerでは日本テレビ系列の番組として扱われている。
2024年11月、楽天グループの動画配信サービスであるRチャンネルに「TOKYO MXチャンネル」を開設し、自社制作番組の供給を開始した。これにより、同年6月末日のエムキャスのサービス終了以来、4か月ぶりにTOKYO MX制作の報道番組・情報番組・バラエティ番組の一部が再び全国で視聴出来るようになった。

### 他局との関係
前述通り、全国独立放送協議会に加盟している独立放送局ではあるが、いくつかの局とは接点がある。
とちぎテレビ・群馬テレビ
- 北関東の2局とは『E!TV』開始とともに関係ができ、現在では『5時に夢中!』が同時ネットされる。群馬テレビは2009年から10年以上ネットを行っている。

テレビ埼玉・千葉テレビ・テレビ神奈川
- 東京都内でも比較的直接受信でき、ケーブルテレビを介すると全域で視聴可能の3局でもある。一方、東京タワー→東京スカイツリーから送出される電波も広く伝搬するため、TOKYO MXも3県で比較的容易に視聴できる。
- この3局にTOKYO MXを加えた4局で連携を図ろうと、2003年1月に「首都圏ネット4」がスタート。各局の看板番組の一部を他局へ向けてネットするというもので、当局は『TOKYOモーニングサプリ』の末尾30分をネットすることとした。その矢先、地上デジタル放送開始にあたり、チャンネルや出力の問題が発生[84]。徐々に溝は深まり、埋められないまま2006年3月末に事実上の追放をされる。それ以降、番組販売の道は残されていても、関東圏・中京圏・近畿圏の独立局で構成される東名阪ネット6や関東でリモコンキーIDを同一とする5局からなる関東独立5局会（5いっしょ3ちゃんねる）には加盟できていない。

KBS京都
- 1999年に開始した『白沢みきのモーニングTOKYO』が2001年10月より京都府をサービスエリアとするKBS京都テレビへ向けて同時ネットを開始した。『モーニングTOKYO』自体は1998年4月から行われていたCS放送「ディレクTV」の「東京情報チャンネル」でも視聴は可能であったが、2000年9月をもって終了していた。ネット後は京都向けの差し替えポイントのみならず映像入中を行うなど両地域を意識した構成としていた。後番組『TOKYOモーニングサプリ』も半年間ネット行っていたが、2003年9月末をもって終了。その9年半後2013年4月より『5時に夢中!』を同時ネット開始したが、2020年9月末をもって終了している。

## 地上デジタル放送への対応・マルチチャンネル化
2006年7月、テレビのデジタル化に対応するため、および報道取材における都内主要拠点への利便性や営業活動の円滑化を目的に、本社を江東区青海のテレコムセンターから千代田区麹町1丁目の東条インペリアルパレス（現・ONE FOUR TWO by Tojo）にテナントとして入居。この新社屋は「半蔵門メディアセンター」と称し、ハイビジョン放送の設備が設置され、待望のフルハイビジョン放送（額縁放送の解消）やワンセグが開始された。当初の予定よりは遅れたものの、メディアセンターでの収録番組は生・収録問わずハイビジョン化された。本社移転を「フルデジタル化」（完全デジタル化）とPRしたが、これはデジタルマスターが簡易マスターからフルハイビジョン対応になるということであって、全ての番組放送がフルハイビジョン画質で放送するという意味ではなかった。なお、本社移転で旧本社の第1スタジオクラスの広さを持つスタジオが本社になくなったため、広いスペースを必要とする番組の収録には、本社至近地の千代田ビデオスタジオなどを使用している。
地上デジタル放送に完全対応した機材への更新に伴い、NHKを除く在京テレビ局のレギュラー編成としては初となるマルチチャンネル編成を、2006年7月より開始している。
- 2006年7月から11月にかけての『東京シティ競馬中継』において、実験的に第1チャンネル（091ch）では通常番組を、第2チャンネル（092ch）では競馬中継の放送を行い、そのままこの放送形態が定着した[注釈 18]。
- 2007年2月には第1チャンネルでは東京都議会中継を、第2チャンネルでは競馬中継を放送。
- 2007年2月からサブチャンネルのみ通販やブログバラエティ『げまてれ』などを放送。
- 2007年4月から深夜帯にもマルチ編成を導入。
- 2007年8月30日に東京シティ競馬とJリーグFC東京戦の生中継を初めてマルチチャンネル同時放送で実施[注釈 19]。
- 2007年9月1日から平日13:00 - 17:00に第2チャンネルでヘッドラインニュースやブルームバーグニュース、交通情報を放送。
- 2007年10月には、ワンセグ放送におけるマルチチャンネルの放送実験に成功した。
- 2008年6月23日から、ワンセグでもマルチチャンネル編成を開始した[注釈 20]。2011年9月現在、ワンセグ2サービスが行われるのも現在のところ本局と奈良テレビ[注釈 21] のみである。
- 2008年6月30日からはデジタル・ワンセグの第2チャンネルでストックボイスによる東証市況情報番組の放送を開始、地上波テレビ局では初となる東京市場の完全中継放送を実施することとなった（また、この日から独立局では珍しい連動データ放送も開始）。
- 2008年12月1日には、初のデジタル放送中継局となる新島中継局と伊豆大島中継局が開局した。
- 2009年7月12日の2009年東京都議会議員選挙開票速報で、民放としては初となる番組一体型データ放送を実施。
- 2009年11月からの大井競馬場昼間開催より、東京シティ競馬中継の放送が全面的にデジタル・ワンセグの第2チャンネルに移行。これに伴いアナログでの競馬中継放送が終了する。
- 2010年7月5日、総務省の方針により、アナログ放送は一部番組、CMを除きすべてレターボックス放送へ移行した。
- 2010年10月4日、『ULALA@7』『5時に夢中!』『ザ・ゴールデンアワー』および料理番組において、番組一体型のデータ放送を開始。これらの番組では常時データ放送がオーバーレイ表示される。同時に凸版印刷と共同でデータ放送から実店舗への誘導サービス「得だね!Shufoo!」の実証実験を12月まで実施。
- 2011年1月よりマルチ編成時の放送を順次第2チャンネルに移動するなど、第2チャンネルでの放送の拡充を開始。
- 2014年4月1日より全放送時間帯でマルチチャンネル編成を開始。同時に新たな圧縮技術の採用により091chが常時ハイビジョンで放送可能となり、メンテナンス時間と一部の番組[注釈 22]を除く24時間体制でHDとSDのマルチチャンネルで放送する[88]。
- 2015年3月1日に「放送・通信連携によるスマートテレビを活用した公共・地域情報等を発信するアプリケーション（スマテレ・アプリ）効果検証」事業として、『ヒーリングタイム&ヘッドラインニュース 東京おもてなし情報』でハイブリッドキャスト対応テレビへの公共・地域情報の発信や4Kコンテンツの有無の通知、ハイブリッドキャストを経由することでネットワーク上から4K映像を受信するという実証実験を実施[89]
- 2015年9月28日より電子番組表（EPG）でのチャンネル表示を変更。TOKYO MX1（第1チャンネル）が091ch・092chの2列表示となり、TOKYO MX2（第2チャンネル）は092chから093chに変更[90]。

## スタジオ

### 第1スタジオ（麹町本社）
ビル1階の喫茶店跡地を改装して設置（坪数不明）。後述2番組以外や一部を除く全ての自社制作番組が基本的にここで収録・放送されており、『堀潤モーニングFLAG』『週末ハッピーライフ! お江戸に恋して』『日曜はカラフル!!』『5時に夢中!』『田村淳の訊きたい放題』『バラいろダンディ』など、MXにおける顔と言えるような存在である。
このスタジオの特徴は、広く取られたガラス窓と青海テレコムセンター時代のスタジオにもあった大きなモニターディスプレー（青海時代のものとは別）で、（カーテンで閉ざされていなければ）内堀通りよりスタジオを観覧することもできる。全体的に情報番組向きの規模や設備であり、出演者・観覧者が多くなる一部の番組は別の拠点で収録されることもある。
なお、麹町に本社が移転されるまでの半年間『5時に夢中!』が先行で使用しており、本社移転前ということもあり「半蔵門サテライトスタジオ」として使用していた。
2023年10月から改修のため閉鎖。2024年夏の運用再開を予定していたが、2024年9月30日の『5時に夢中!』から運用を再開。
現在は『5時に夢中!』『田村淳のキキタイ!』『70号室の住人』で使用。
今後は後述の第2スタジオなどと合わせて自社制作番組に使用するスタジオを分散して活用する予定。

### 第2スタジオ（麹町本社）
2023年10月から行われていた上記の第1スタジオの改修と同時に地下に新設したスタジオである。第1スタジオのような窓や大きなモニターはなく、番組セットの枠組みやテーブルは共通のものを使用しており、比較的少ないセットの入れ替えで変更が済むようになっている。
現在は『堀潤 Live Junction』『堀潤激論サミット』などで使用。
過去には『土曜はカラフル→日曜はカラフル2 天使篇』で使用。

### ニューススタジオ（麹町本社）
『TOKYO MX NEWS』『おはリナ!』で使用される。青海本社時代の途中に一旦廃止・撤収された報道専用スタジオ（後述）が本社移転で復活した格好となる。
映画版『HERO』『容疑者Xの献身』やテレビドラマ『BOSS』などが劇中ニュース番組の収録に使用したスタジオでもある。ちなみに『HERO』では作品自体や出演者の宮根誠司とMXの関係はほとんどなく（宮根は元朝日放送アナウンサーであり、3作品を制作したのはいずれもフジテレビ）、映画本編のエンドクレジットはもとより、スタジオを貸し出した同社の番組中で触れられることもなかった（他2作品ではエンドクレジットで撮影協力として明記されている）。
過去には『MX news FLAG』『news FLAG サタデー・サンデー』『news TOKYO FLAG』で使用。

### TOKYO SKYTREE TOWN STUDIO（押上・東京スカイツリータウン）（廃止）
東京ソラマチのイーストヤード1階に設置された、多目的型サテライトスタジオ。各放送局が共用しており、MXでは『おしあげNOW』、『MXご自慢ライブ』『サタデーLIVE』『weekend Hips』の生放送で使用していたが、『weekend Hips』が2014年4月より麹町からの放送に変更してからはMXでは使用していない。現在はスタジオ自体が閉鎖され、飲食店に改装されている。

### 有楽町ゼベックスタジオ（廃止）
『SUNDAY POWER OF JAPAN』『5時の魔法使い』『XEBEC ONLINE』『5時に夢中!』（初期）などで使用。ビックカメラ有楽町店1階にTOKYO FM・旧TFMインタラクティブ（現・ジグノシステムジャパン）と共同で設置された、唯一のサテライトスタジオである。2005年を以て使用を終了し、翌年に撤去された。現在はビックカメラの店舗スペースに拡幅されている。
本来はFMでの利用を重視して設置されたため、テレビ放送を行うにはあまりに狭く、各番組のセットも現在以上に簡素化されていた。ビックカメラの店舗内やスタジオ脇の通路から自由に観覧が出来たが、人気芸能人などが出演する際は観覧者を抽選で限定することがあった。

### 青海（江東区）・テレコムセンター時代
テレコムセンターの低層階に2つのスタジオを構えていた。一般的には汎用スタジオとして使えそうな広さを誇った第1スタジオ（当時の報道制作局に隣接。スタジオとの間仕切りはガラス張りであった）が、開局当時はニューススタジオとして使われていた。これは、開局当時の編成方針および番組編成に起因する。
第2スタジオは学校の教室程度のミニスタジオで、ミニ番組やパッケージ番組の収録に使われていた。しかし途中で番組編成方針の大幅な変更に伴い、スタジオの使途変更が行われた。その結果、第1スタジオは一般的な汎用スタジオとして『テレバイダー』『白沢みきのモーニングTOKYO』などの生放送や、番組収録に使われた。第2スタジオも引き続き「汎用ミニスタジオ」として、小規模番組の収録などに使われた。
なお、報道専用のスタジオはこれを機に廃止され、ニュース番組は報道制作局のフロア内に造られた簡便な顔出しブースからの放送へ移行した。このブース専用の副調整室も特に設けられることはなく、時間帯に応じて以前からの第1スタジオ副調整室から駆動したり、主調整室内のいわゆる「マスターサブ」と言われる簡易副調整卓から直接送出されていた。

## 情報カメラ設置ポイント
- 千代田区：東京メトロポリタンテレビジョン麹町本社（HD）・東京駅丸の内口側（HD）
- 港区：東京タワー（HD）
- 渋谷区：渋谷スクランブル交差点（HD）
- 小笠原村父島：大神山公園（HD）
  - 2020年から使用開始。主に平日11:55の『TOKYO MX NEWS』で使用されている[91]。

## 送信所

### 親局

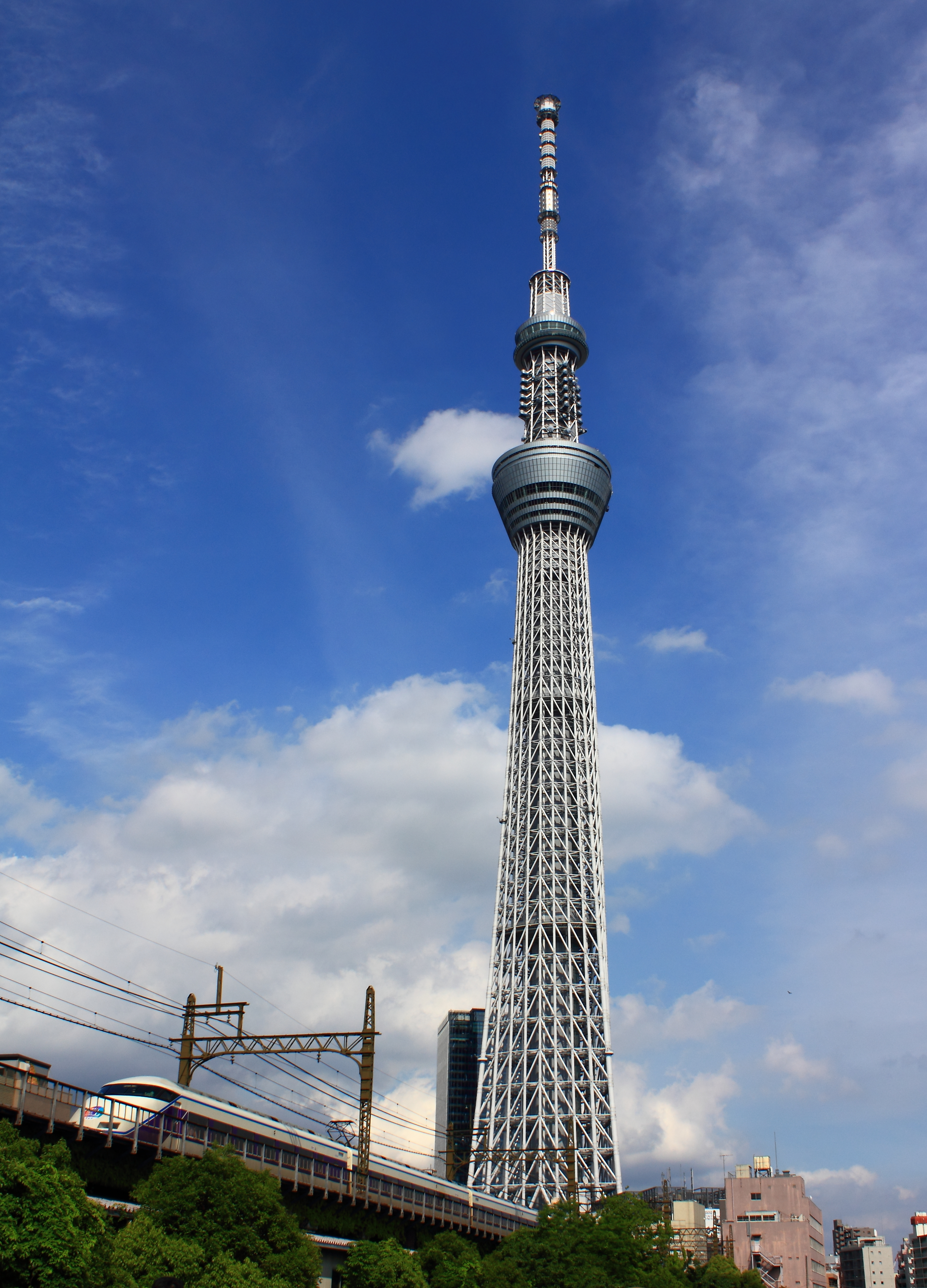
現在の送信所である東京スカイツリー

- 所在地：東京都墨田区押上1丁目1番13号（東京スカイツリー）[2]
- 物理チャンネル：16チャンネル、出力3kW（ERP11.5kW）[92]
  - 2003年12月1日から2013年5月12日正午まで東京タワーから物理チャンネル：20チャンネルで放送、うち2012年10月1日からは東京スカイツリーとのサイマル放送を実施[注釈 25][36]。
- リモコンキーID - 9
- 3桁（フルセグ） - 091、092、093（TOKYO MX2）、098（臨時用）。
- 3桁（ワンセグ） - 691、692（ワンセグ2）。
- 呼出符号（コールサイン） - JOMX-DTV
- 呼出名称（コールネーム） - 「とうきょうメトロポリタンテレビデジタルテレビジョン」

### 中継局
| 地区     | 中継局名       | 物理チャンネル                                                                                         |
| -------- | -------------- | --- |
| 多摩地区 | 八王子         | 20ch                                                                                                   |
| 多摩地区 | 小仏城山       | 14ch                                                                                                   |
| 多摩地区 | 鶴川           | 34ch                                                                                                   |
| 多摩地区 | 永山           | 17ch                                                                                                   |
| 多摩地区 | 青梅           | 20ch                                                                                                   |
| 多摩地区 | 青梅沢井       | 17ch                                                                                                   |
| 多摩地区 | 青梅小曾木     | 40ch                                                                                                   |
| 多摩地区 | 奥多摩         | 33ch                                                                                                   |
| 伊豆諸島 | 新島           | 20ch                                                                                                   |
| 伊豆諸島 | 新島本村       | 32ch                                                                                                   |
| 伊豆諸島 | 伊豆大島       | 30ch                                                                                                   |
| 伊豆諸島 | 波浮           | 29ch                                                                                                   |
| 伊豆諸島 | 三宅（御蔵島） | 41ch                                                                                                   |
| 伊豆諸島 | 八丈           | 41ch                                                                                                   |
| 伊豆諸島 | 八丈末吉       | 20ch                                                                                                   |
| 伊豆諸島 | 八丈洞輪沢     | 20ch                                                                                                   |
| 小笠原村 | 父島           | 海底光ケーブル・小笠原ケーブルテレビによる配信 （八丈中継局の電波を八丈島内で受信して光配信 物理41ch） |
| 小笠原村 | 母島           | 海底光ケーブル・小笠原ケーブルテレビによる配信 （八丈中継局の電波を八丈島内で受信して光配信 物理41ch） |

- デジタル局情報（総務省関東総合通信局･参考リンク）

### アナログ放送
2011年7月24日停波時点
- 所在地：東京都港区芝公園4丁目2番8号（東京タワー）
- チャンネル：14チャンネル、映像周波数477.25MHz、音声周波数481.75MHz、映像出力10kW（ERP17kW）、音声出力2.5kW（ERP4.2kW）
- 呼出符号（コールサイン） - JOMX-TV
- 呼出名称（コールネーム） - 「とうきょうメトロポリタンテレビ」

| 地区     | 中継局名       | チャンネル |
| -------- | -------------- | ---------- |
| 多摩地区 | 多摩           | 61ch       |
| 多摩地区 | 八王子         | 40ch       |
| 多摩地区 | 檜原           | 62ch       |
| 多摩地区 | 青梅           | 44ch       |
| 多摩地区 | 青梅沢井       | 48ch       |
| 多摩地区 | 奥多摩         | 41ch       |
| 伊豆諸島 | 新島           | 48ch       |
| 伊豆諸島 | 新島本村       | 32ch       |
| 伊豆諸島 | 伊豆大島       | 34ch       |
| 伊豆諸島 | 大島岡田       | 32ch       |
| 伊豆諸島 | 大島泉津       | 46ch       |
| 伊豆諸島 | 波浮           | 47ch       |
| 伊豆諸島 | 三宅（御蔵島） | 43ch       |
| 伊豆諸島 | 八丈           | 45ch       |
| 伊豆諸島 | 八丈末吉       | 47ch       |
| 伊豆諸島 | 八丈洞輪沢     | 48ch       |
| 小笠原村 | 父島           | 47ch       |
| 小笠原村 | 母島           | 48ch       |

## 送受信状況

### 放送区域内

#### 23区・多摩
デジタル放送の送信出力は3kW（アナログに換算すると映像出力で30kW）と大きい。これは、NHKを含む他局と同様に東京タワーからの電波で多摩地域までカバーできることや、八王子中継局の電波との混信の影響により、デジタル放送では多摩中継局を置局しなかったことによるものである。その多摩地域にも別に中継局がいくつか設置されている。
一方で受信が良好でない地域（葛飾区、羽田空港など）があり、このことは同年8月26日の東京新聞の「反響」の欄でも取り上げられた。そこで、在京他局と同様に難視聴の改善などを目的に東京スカイツリーへの送信設備移転を推進。2008年12月1日、東京スカイツリーを運営する東武鉄道・東武タワースカイツリーとタワー利用の予約契約を締結したと発表したが、tvkをはじめとした関東地方の他の独立局5局はMXの電波が大幅にスピルオーバーを起こすとして反発していた。スピルオーバーの拡大により、関東独立局で統一する予定だったリモコンキーIDは、当局のみ「9」に変更された。また、茨城県ではMXと同じ20chを使うNHK水戸総合（親局）などとの混信が激しくなるため、放送大学のアナログ放送終了後に空いた16chに物理チャンネルを移動することで混信対策が行われた。
その後、2011年1月28日の送信所移転認可・移設、2012年10月1日より物理チャンネル切り替えを行うための東京タワーと東京スカイツリーの2局サイマル放送を半年間経て、2013年5月12日正午をもって東京スカイツリーからの送信に全面移行した。そして、東京タワーからの送信は同年5月13日18時をもって終了した。

#### 島嶼
伊豆諸島には中継局が設置されている。
小笠原諸島の父島や母島では、中継局電波や共聴（有線）で受信されている。アナログ放送では通信衛星を介した電波の再放送であったが、デジタル放送では八丈島にある八丈中継局の電波を同島内で受信し、海底光ケーブル経由で小笠原諸島の父島・母島に送られ、ケーブルテレビ局を通じた再放送で受信されている（2011年5月18日から試験放送として地上デジタル放送の再放送を開始）。
なお、アナログ中継局の開局当日には早朝のニュースでキャスターが小笠原住民向けの挨拶を行ったほか、30分の『東京NEWS スペシャル』が組まれ、当時知事だった青島幸男の挨拶も放送された。この挨拶によると、小笠原ではゴーストが発生しないため「ウチのテレビよりきれいに映る」という。

### 放送区域外
神奈川県川崎市のほぼ全域・横浜市の大部分・相模原市の全域・座間市の全域・大和市の全域・横須賀市の東京湾沿岸、千葉県北西部・東京湾沿岸、埼玉県中央・西部・東部、茨城県県南の一部（土浦市などNHK水戸放送局の親局（20ch）のエリアは東京スカイツリーから送信される16chのみ）などでもデジタル放送が視聴可能となっていて、国道16号の内側はほぼ視聴エリアであった。
東京スカイツリーからの送信開始後の公式サイトでは、東京スカイツリーから50km（神奈川県から時計回りに横須賀市、厚木市、埼玉県飯能市、東松山市、行田市、茨城県古河市、つくば市、千葉県成田市、八街市、木更津市あたりまで）を受信エリアの目安としている。

## 区域外再放送
TOKYO MXは、CATV及びIPTVにおいて再放送されている。2010年ごろからアナログ放送では区域外再放送していないCATVでもデジタルで新たに区域外再放送を始めるケースが急増した。

### CATV
以下の東京都外のケーブルテレビでは、TOKYO MXの区域外再放送が行われている。

#### 群馬県
- わたらせテレビ（パススルー再送信）
- ケーブルテレビ館林（館林市ほか）
- 光ケーブルネット（パススルー再送信）

#### 栃木県
- わたらせテレビ（パススルー再送信）
- 佐野ケーブルテレビ
- ケーブルテレビ栃木（栃木・下野センター）
- 鹿沼ケーブルテレビ
- 宇都宮ケーブルテレビ（BSパススルー再送信）

#### 茨城県
- 土浦ケーブルテレビ（パススルー再送信）
- 古河ケーブルテレビ
- 常総ケーブルメディア（パススルー再送信）
- ACCS（パススルー再送信）[注釈 26]
- JWAY（パススルー再送信）（つくば市のACCSと共用している受信点からの光伝送）
- ケーブルテレビ（結城・筑西ケーブルテレビ）
- フローラルシティ南台（パススルー再送信）

#### 埼玉県
- 入間ケーブルテレビ（パススルー再送信）
- 行田ケーブルテレビ（パススルー再送信）
- 狭山ケーブルテレビ（パススルー再送信）
- ジェイコム埼玉・東日本（パススルー再送信）
- ジェイコム東京（パススルー再送信）
- 飯能日高ケーブルテレビ（パススルー再送信）
- 東松山ケーブルテレビ（パススルー再送信）
- ゆずの里ケーブルテレビ（パススルー再送信）
- ケーブルテレビ久喜
- 蕨ケーブルビジョン（パススルー再送信）

#### 千葉県
- イースト・コミュニケーションズ（パススルー再送信）
- いちはらコミュニティー・ネットワーク・テレビ（パススルー再送信）
- 広域高速ネット二九六（パススルー再送信）
- ジェイコム千葉（パススルー再送信）
- 千葉ニュータウンセンター（パススルー再送信）
- 成田ケーブルテレビ（パススルー再送信）

#### 神奈川県
- 厚木伊勢原ケーブルネットワーク（パススルー再送信）
- 伊豆急ケーブルネットワーク（パススルー再送信）
- イッツ・コミュニケーションズ（パススルー再送信）
- ケーブルシティ横浜（パススルー再送信）
- ジェイコム湘南・神奈川（パススルー再送信）
- 湘南ケーブルネットワーク（パススルー再送信）
- YOUテレビ（パススルー再送信）
- 横浜ケーブルビジョン（パススルー再送信）

#### 山梨県
- 上野原ブロードバンドコミュニケーションズ（パススルー再送信）
- ケーブルネットワーク大月（パススルー再送信）
- 勝沼町CATV組合（パススルー再送信）
- 河口湖有線テレビ放送（パススルー再送信）
- 北富士有線テレビ放送（パススルー再送信）
- 峡東ケーブルネット（パススルー再送信）
- CATV富士五湖（パススルー再送信）
- ケーブルテレビ富士（パススルー再送信）
- 都留CATV（パススルー再送信）
- 日本ネットワークサービス（パススルー再送信）
- ネットワーク下部（パススルー再送信）
- 北杜市ケーブルテレビ（パススルー再送信）
- 山梨CATV（パススルー再送信）
- 白根ケーブルネットワーク（パススルー再送信）
- 峡西シーエーテーブイ（パススルー再送信）

#### 静岡県
- 伊豆急ケーブルネットワーク（パススルー再送信）
- 東伊豆有線テレビ放送（パススルー再送信）
- 下田有線テレビ放送（パススルー再送信）
- ハイキャット（パススルー再送信）
- 東豆有線（パススルー再送信）
- 伊東テレビクラブ（パススルー再送信）
- 伊東アンテナ協会（パススルー再送信）

#### 広域
- スカパーJSAT（パススルー再送信）（フレッツ・テレビ・スカパー!プレミアムサービス光） - 東京都・神奈川県・千葉県・埼玉県
- ジェイコムイースト（パススルー再送信） - 群馬エリアを除く
- 首都圏ケーブルメディア（パススルー再送信）

### IPTV
- アイキャスト（ひかりTV）スカパープレミアム光、フレッツテレビとは異なり、八王子市・町田市・稲城市のそれぞれ一部地域と島嶼部を除く東京都内のみで提供しており、その他の周辺県では視聴できない。

## アナウンサー
2012年度よりTOKYO MXには社員アナウンサーが1人も存在せず、日本の地上波テレビ局としては極めて異例の組織編成となっていた。ニュースも全て外部契約のフリーアナウンサーが担当していたが 、2014年7月 - 2016年3月までは報道局記者がキャスターを務めていたため、この間に限り復活した格好となる。また、2017年10月以降再び報道局記者がキャスターを務めているため、三度復活した格好となる。以下では「アナウンサー」の名称を使用していた、1999年度 - 2011年度の間に在籍していたアナウンサーと現在キャスターとして、『TOKYO MX NEWS』に出演中のアナウンサーを示す。

### 現在
以下4名は TOKYO MX 報道局報道部所属。
- 古賀久美子（1999年度にビデオジャーナリストから転身）（1995年11月 - 、広島ホームテレビ出身。総務局経理部長を経て、2025年6月から復帰）
- 森田美礼（2016年4月 - 、入社前の2015年夏、『TOKYO MX NEWS 高校野球ハイライト』でキャスターを務めていた。2025年6月、産休から復帰）
- 田中陽南（2019年10月 - ）
- 牧田更（2024年4月 ‐ ）

### 異動
- 風戸星那（2007年4月 - 2025年5月、総務部出身。2009年 - 2012年9月まではキャスターとして定期出演。2012年10月改編でキャスター全てが外部のフリーアナウンサーのみとなり、その後記者として解説時等に出演。2014年4月改編以降は祝日等のイレギュラー対応、同年7月から2015年3月まで土曜日担当キャスター。2015年4月 - 2016年3月までは平日夜間シフト勤務でキャスターとして出演していた。2025年6月、他部署に異動。）

### 過去
- 白沢みき（1999年度にビデオジャーナリストから転身）（1995年11月 - 2003年3月、フリー出身）
- 前田晴美（1999年度にビデオジャーナリストから転身）（不明 - 2003年10月、福井テレビ出身）
- 川口佐枝子（1999年度にビデオジャーナリストから転身）（1995年11月 - 2006年9月、ZIP-FM出身）
- 坂本知子（1999年度にビデオジャーナリストから転身）（1995年11月 - 2008年5月、フリー出身）
- 上田万由子（2006年4月 - 2009年12月、TOKYO FM専任出身、現在は再び同局専任）
- 田野辺実鈴（元社員のフリーランス）（2005年4月 - 2012年3月）
- 三田涼子（元社員のフリーランス）（2001年4月 - 2012年10月、現在はTOKYO FMでニュースを担当）
- 奥沢優美（元社員のフリーランス）（2001年4月 - 、事務系部署出身）
- 小泉恵未（元社員のフリーランス）（2003年4月 - 2013年4月）
- 田畑智佳子（不明 - 2015年3月､ ニチエンプロダクション所属）
- 中谷隆宏（2012年4月 - 2015年3月､ テレビ朝日アスク所属）
- 近藤麻智子（2012年10月 - 2015年3月､ ニチエンプロダクション所属）
- 魚住咲恵（2013年4月 - 2015年9月 ､ オスカープロモーション所属）
- 中倉隆道（2015年4月 - 2015年9月 ､ Gオフィス所属）
- 石井希和（2015年10月 - 2016年8月 ､元テレビ朝日、ホリプロ所属→フリー）
- 竹田有里（元社員のフリーランス）（2010年4月−2017年､報道部記者。 2012年1月−9月の期間は、キャスターとして『TOKYO MX NEWS』に出演。2015年4月から2016年3月までは平日夜間シフト勤務でキャスターとして出演していた。現在はフリーの記者）
- 近藤奈央（2015年10月 - 2017年3月 ､ 元NHKアナウンサー、担当当時生島企画室所属）
- 藤田真奈美（2015年4月 - 2017年9月､ FIRST AGENT所属）
- 山本舞衣子（2015年4月 - 2017年9月､ 元日本テレビアナウンサー、 アミューズ所属）
- 角田佐哉香（2015年10月 - 2017年9月 ､ 元富山テレビ放送アナウンサー、キャスト・プラス所属）
- 汾陽麻衣（2016年8月 - 2017年9月､元NHK契約キャスター、 ホリプロ所属）
- 牧野結美（2017年4月 - 2017年9月､ 元静岡朝日テレビアナウンサー、担当当時セントフォース所属）
- 村上幸司（2012年4月 - 2017年10月､ 元テレビ愛媛アナウンサー、圭三プロダクション所属）
- 結城香織（2017年10月 - 2019年7月､ 担当当時セントフォース所属）
- 堤友香（2017年10月 - 2019年9月､ セントフォース所属）
- 竹村優香（2019年7月 - 2019年9月､ 元テレビ金沢アナウンサー、担当当時セントフォース所属）
- 今井美桜（2019年7月27日 - 2019年9月26日、セントフォース・スプラウト所属）
- 有馬隼人（2017年10月 - 2020年3月､ 元TBSアナウンサー、グリーンメディア所属）
- 田中麻耶（2017年10月 - 2020年3月､ 元メ～テレアナウンサー、セントフォース所属）
- 藤本真未（元社員のフリーランス）（2017年11月 - 2021年3月、元南日本放送アナウンサー）局契約
- 吉年愛梨（2019年10月 - 2021年7月10日､ 元青森放送アナウンサー、セントフォース所属）
- 刈川くるみ（2021年7月17日 - 2021年9月、セントフォース所属）
- 伊藤洋平（2020年4月 - 2024年9月26日）、元さくらんぼテレビアナウンサー、ボイスワークス所属）
- 小松正英（2021年4月 - 2024年9月27日）、元群馬テレビアナウンサー、ボイスワークス所属）
- 木村カレン（2021年10月 - 2024年9月26日）､ 元山形テレビアナウンサー、ジョイスタッフ所属）

### その他
- 鈴木哲夫（東京ニュースセンターデスク→編集長→報道制作部長）
- 村木良彦（ゼネラルプロデューサー）

## 海外姉妹放送局・提携局
- SMG星尚チャンネル（CHANNEL YOUNG、旧・上海電視台生活時尚チャンネル、中華人民共和国）
- NY1（アメリカ合衆国）
- tbs交通放送（大韓民国） - 番組交換協定締結局
- ORF（オーストリア放送協会）（オーストリア共和国） - 番組交換協定締結局
- ITN（Independent Television News Limited、イギリス）
- 青島電視台（中華人民共和国）
- OBS京仁テレビ（大韓民国）
- 大連電視台（中華人民共和国）

## 関連企業
- アクトファースト[5]（映像制作）
- MXエンターテインメント（音楽出版社）
- MXテクニカルサービス（放送技術）

## 事件・不祥事・トラブル・アクシデント
- 2012年6月30日、『AKB0048』についてTwitterで批判的なコメントを投稿していたとして、「不適切な発言があった」と謝罪した[103]。
- 2015年4月22日、首相官邸無人機落下事件発生を受けて当局の報道スタッフが本社の駐車場で無人航空機（ドローン）のイメージ映像を撮影していたところ、強風にあおられ紛失し、本社から約100m先の駐日英国大使館の敷地内に落下した[104]。
- 2016年10月10日、プロ野球パ・リーグクライマックスシリーズファーストステージの取材のため福岡を訪れていた『パ・リーグ応援宣言!ホークス中継』の当局番組スタッフが女性にわいせつな行為を働いたとして強制わいせつの疑いで逮捕された[105]。
- 評論家で、『西部邁ゼミナール』の司会者だった西部邁が2018年1月21日に自殺をした際、幇助したとして同年4月5日に当局子会社社員で同番組の元プロデューサーが自殺幇助の容疑者の1人として逮捕された。また、共犯として逮捕された人物も同番組に出演したことがあったという[106]。
- 『ニュース女子』（DHCテレビ制作。2018年3月にTOKYO MXでのネット打ち切り）[107]や『欲望の塊』（2019年1月から3月放送）[108]、『東京オーディション（仮）』（2020年に放送）[109]、『GODドクター NEOX』（2023年1月から2月放送）[110]のように外部の制作会社からTOKYO MXに持ち込まれて放送した番組（いわゆる買い取り枠）の内容が度々問題になり、持ち込み番組に対するTOKYO MX局内での事前チェック体制の不備を指摘する意見も挙がっている[111][112][113][114]。
- 2024年4月26日、番組制作に関わる常務取締役が2015年 - 2023年、外部の取引業者に総額約3500万円の架空経費をMXに請求させ、接待交際費にあてていたと発表。この常務は辞任届を提出し退任。この問題を受けて、後藤亘会長、伊達寛社長ら取締役は、会長は報酬の20％相当を１カ月分、社長は同20％相当を３カ月分、他の常務は同10％相当を１カ月分、それぞれ自主返納した[115]。
- 2024年11月28日、同日の『5時に夢中!』内で死刑囚に関するネット配信記事を紹介した際、記事執筆者の過去の写真を原稿の文脈とは直接関係のない場面で表示し、執筆者を死刑囚と誤認される恐れのある取り扱いをしたとして番組SNS等に謝罪文を掲載[116]。翌29日の同番組冒頭でも司会者の垣花正（フリーアナウンサー）が謝罪した[117]。
- 2025年4月21日 - 報道番組『堀潤Live Junction』で16日に放送した、病院でのAI活用に関する映像について「視聴者の皆さまに誤解を招きかねない表現があった」として謝罪。記事・動画は削除された[118]。

## その他
- アナログ放送の14チャンネルは、かつてNHK UHFテレビ実験局が使用していた。
- 開局日には同日開業したゆりかもめ東京臨海新交通臨海線（当時の社名は東京臨海新交通）の出発式の生中継を行った。ただし開局は18:00であったため、サービス放送として4:00から放送されていた『カウントダウンMXテレビ』の枠内での扱いである。
- かつて池袋のサンシャイン60に一般向けの分室を構えていた。事実上、東京シティ競馬中継のPR室と化していた。

## MX檜原中継局
MX檜原中継局（エムエックスひのはらちゅうけいきょく）は、東京都西多摩郡檜原村にあった東京メトロポリタンテレビジョン（TOKYO MX）の中継局。
西多摩郡檜原村下元郷の臼杵山北峰の臼杵神社北北西に置かれ、檜原村内などへ電波を発射していた。また東京メトロポリタンテレビジョンの中継局のみ置かれ、在京広域テレビ局は、当地に中継局を置いていない。送信空中線海抜高は816.0mで、1997年当時東京都内に置かれていた中継局としては最高所にあった。デジタル放送は設置の予定がなく、2011年（平成23年）7月24日をもって廃局。
| 放送局名                         | チャンネル | 出力              | ERP                 | 放送対象地域 | 放送区域内世帯数 | 開局日        |
| -------------------------------- | ---------- | ----------------- | ------------------- | ------------ | ---------------- | ------------- |
| MX東京メトロポリタンテレビジョン | 62ch       | 映像3W /音声750mW | 映像13.5W /音声3.4W | 東京都       | 456              | 1996年8月20日 |

- 偏波面は、水平偏波[120]。